# 1888 na ciência

## Nascimentos
| Data          | Nome                      | Profissão | Nacionalidade                                    | Observações                                                                             | Ref         |
| ------------- | ------------------------- | --------- | ------------------------------------------------ | --------------------------------------------------------------------------------------- | ----------- |
| 27 de janeiro | Victor Moritz Goldschmidt | químico   | Suíça / Noruega União Pessoal (Noruega / Suécia) | m. 1947 Medalha Elliott Cresson 1903 Medalha Wollaston 1944 Prémio Fridtjof Nansen 1912 | [ 1 ] [ 2 ] |

## Mortes
| Data | Nome | Profissão | Nacionalidade | Observações | Ref |
| ---- | ---- | --------- | ------------- | ----------- | --- |

## Prémios
Medalha Copley
- Thomas Henry Huxley[3]